# Gregor Vezonik
Gregor Vezonik, slovenski športni plezalec, * 6. julij 1995, Ravne na Koroškem.
Vezonik je dosegel največji uspeh v karieri na svetovnem prvenstvu leta 2018 v Innsbrucku, ko je osvojil bronasto medaljo v balvanih. V sezoni 2018 je bil tudi v svetovnem pokalu dvakrat tretji, na tekmah v Moskvi in Taianu, ter osvojil peto mesto v skupnem seštevku discipline. Leta 2018 je prejel Bloudkovo plaketo za »pomemben tekmovalni dosežek«. Kariero je končal 2. oktobra 2024, zadnjič je nastopil na tekmi v Seulu.